# 메이저 리그 베이스볼 로고

메이저 리그 베이스볼 로고

메이저 리그 베이스볼 로고(Major League Baseball logo)는 1968년 제리 디오르가 디자인했으며, 1969년 시즌부터 메이저 리그 베이스볼(MLB)에 소속된 선수들의 유니폼에 부착되기 시작했다.

## 탄생
흔한 통념과는 다르게, 로고에 있는 선수의 실루엣은 명예의 전당에 헌액된 하먼 킬러브루나 특정 선수를 모델로 하여 제작한 것이 아니며, 여러 명의 선수들의 사진을 참고하여 그려졌다. 현재 로고에 있는 선수의 실루엣이 채택된 이유는 선수가 좌타자로도 우타자로도 볼 수 있고, 인종도 특정되지 않는 등 애매모호한 특징을 지녔기 때문이었다.
오랜 기간 로고의 원작자가 누구인지에 관한 논쟁이 두 그래픽 디자이너 – 마케팅 회사인 산드그렌 & 무르타에서 일하던 제리 디오르와 만화가 제임스 셔먼 – 사이에서 일었다. 2018년 11월, ESPN의 폴 루카스 기자가 논쟁을 가까스로 마무리지으며, 디오르가 원작자인 사실이 더 이상 의심할 여지가 없게 되었다. 로고를 면밀히 살펴본 셔먼은 아래와 같이 말했다.

그건 저의 로고가 아니고, 그게 존재한다는 사실도 전혀 몰랐어요... 제가 제작한 로고는 매우 유사하지만, 제 것은 1980년대 초에 디자인했어요. 제가 말할 수 있는 건 제가 스포츠에 문외한이라 더 이른 시기에 만들어진 로고에 대해서 몰랐다는 사실이에요. 지금 저는 완전히 바보가 된 기분이에요. 저는 소스라치게 놀랐어요.